# 沁园村
沁园村（又称沁园邨）简称沁园，位于中華人民共和國上海市静安区新闸路1124弄，建于1932年，占地面积11.5亩，有56幢，每幢三层，名稱来自沁园春，阮玲玉曾在弄内9号居住，弄内22号二楼的亭子间曾是中共地下组织活动。